# Educação matemática crítica
A educação matemática crítica, é uma abordagem pedagógica que busca ir além da simples transmissão de conceitos matemáticos,  enfatizando a aplicação da matemática como uma ferramenta para entender, analisar e transformar a realidade social. Ela se baseia em princípios de pedagogia crítica, inspirado por teóricos como Paulo Freire, e propõe que a matemática deve ser ensinada de maneira que os alunos possam questionar e refletir criticamente sobre o mundo ao seu redor.
Segundo Skovsmose, uma Educação Matemática Crítica tenta proporcionar condições para uma  leitura crítica do nosso ambiente matematizado.